# Organe subsidiaire de conseil scientifique et technologique
L’Organe subsidiaire de conseil scientifique et technologique (en anglais, SBSTA, Subsidiary Body for Scientific and Technological Advice) est l'un des deux organes subsidiaires créés par la COP. Il se concentre sur les points suivants : 
- les incidences du changement climatique ;
- la vulnérabilité face à ces changements ;
- l'adaptation face à ces changements ;
- « la promotion de la mise au point et du transfert de technologies respectueuses de l'environnement »[1] ;
- « la réalisation de travaux techniques visant à améliorer les directives pour l'établissement et l'examen des inventaires des émissions de gaz à effet de serre des Parties visées à l'annexe I »[1].

L'OSAST travaille en collaboration avec le GIEC et fait le lien entre le GIEC et ses connaissances scientifiques et les enjeux politiques de la COP.